# Famille Materi
Cette page explique l’histoire ou répertorie les différents membres de la famille Materi.
La famille Materi est une famille tunisienne appartenant à la bourgeoisie tunisoise d'origine greco-turque.
L'ancêtre, Mehmed El Istankoyli, officier greco-turc à l'époque des beys mouradites, se serait installé à la fin du XVIIe siècle à Tunis. Au XIXe et XXe siècles, sa descendance compte des artisans chaouachis et des religieux dans la capitale. Au début du XXe siècle, Mahmoud El Materi figure parmi les fondateurs du Néo-Destour, et en est le premier président, avant de devenir ministre. Au XXIe siècle, son petit-neveu Mohamed Sakhr devient le gendre du président Zine el-Abidine Ben Ali.

## Personnalités
- Ahmed El Materi (1816-1874), professeur (mudariss) du rite hanéfite à l'Université Zitouna
- Anissa El Materi Hached (1946- ), présidente de l'université Mahmoud El Materi et écrivaine
- Chérif El Materi (1933- ), avocat et cofondateur de la Ligue tunisienne des droits de l'homme
- Hamed El Materi (1840-1919), imam de la mosquée El Ksar
- Khelil El Materi (?-?), premier président du conseil de l'ordre des pharmaciens de Tunisie (1957-1969)
- Mahmoud El Materi (1897-1972), médecin, militant nationaliste et ministre
- Mohamed Sakhr El Materi (1981- ), homme d'affaires
- Mokhtar El Materi (1850-1898), imam de la mosquée El Ksar
- Moncef El Materi (1934- ), officier saint-cyrien, participant au complot contre Habib Bourguiba
- Omar El Materi (?-1880), maître artisan et commerçant chaouachi, co-instigateur de la contestation des souks de Tunis (1865) visant à protéger l'industrie locale